# Monastère Saint-Jean-Baptiste de Kalaouri
 (septembre 2020).
Le monastère Saint-Jean-Baptiste de Kalaouri est un édifice religieux orthodoxe de Géorgie. Situé cinq kilomètres au sud du village de Kalaouri dans la municipalité de Gourdjaani (en Kakhétie), il se trouve sur le versant nord de la crête de Tsiv-Gombori, dans une forêt. Le complexe monastériel est situé entre un ravin profond au nord et une pente raide de 30 mètres de hauteur à l'est, au fond de laquelle se trouve une source d'eau.
Le complexe inclut l'église Saint-Jean-Baptiste, un réfectoire, un domaine viticole, une crypte, un portail et les ruines de plusieurs bâtiments. Les ruines du monastère sont entourées de pavés couvrant presque la totalité du périmètre du domaine.
Tandis que la forme architecturale du complexe monastériel indique qu'il date du IXe siècle, certains éléments des ruines rappellent les édifices des VIe – VIIe siècles. Des fouilles archéologiques de la crypte ont commencé en 2007. En 2018, la tombe d'un « Roi des Kakhétiens et des Raniens » est découverte au sein du monastère, une tombe identifiée à celle du roi Kviriké III de Kakhétie, connu sous le nom de Kviriké le Grand, qui règne sur la Géorgie orientale au XIe siècle.

## Galerie de photographies

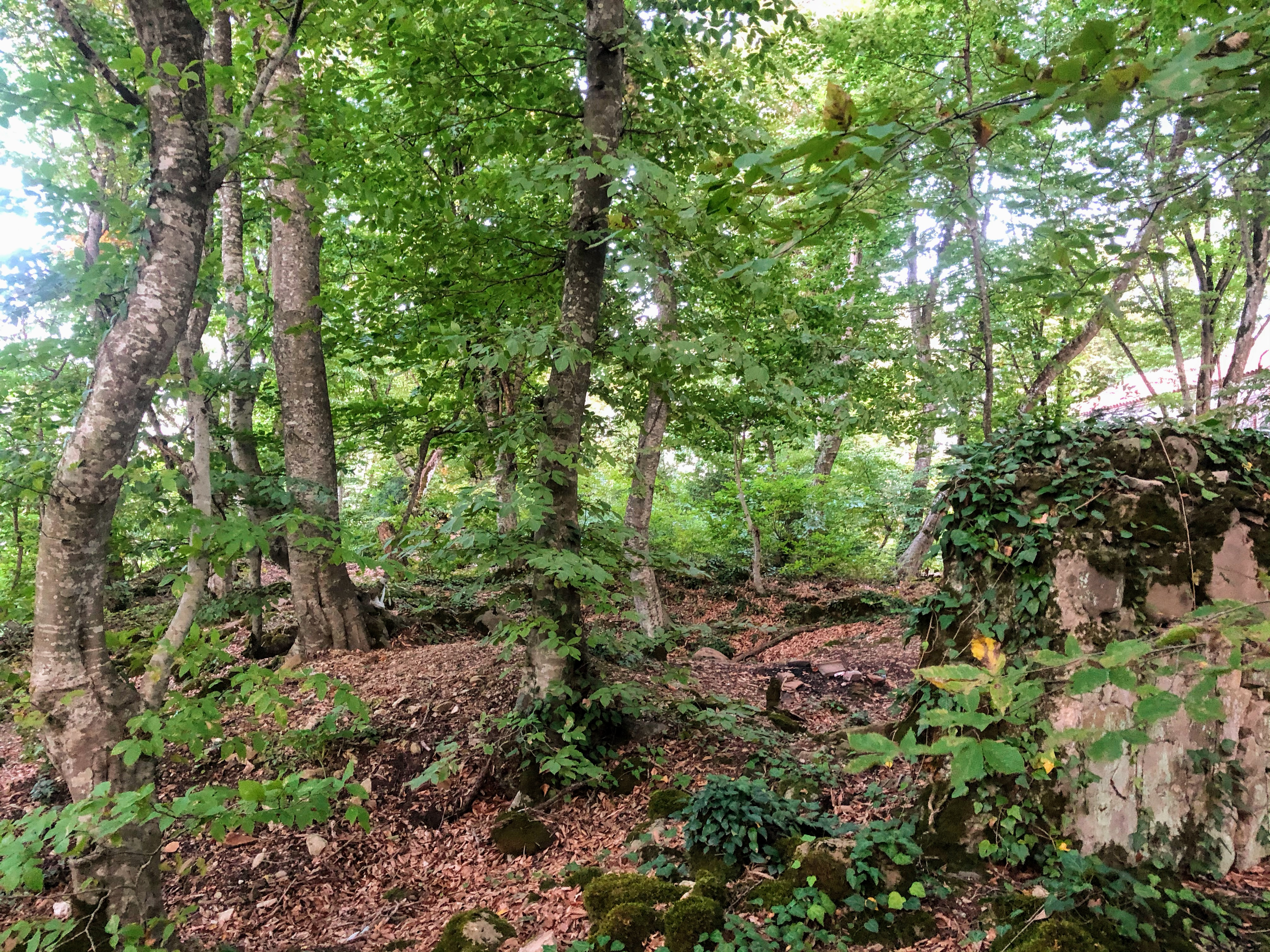
Forêt de Kalaouri, où se trouve le monastère.
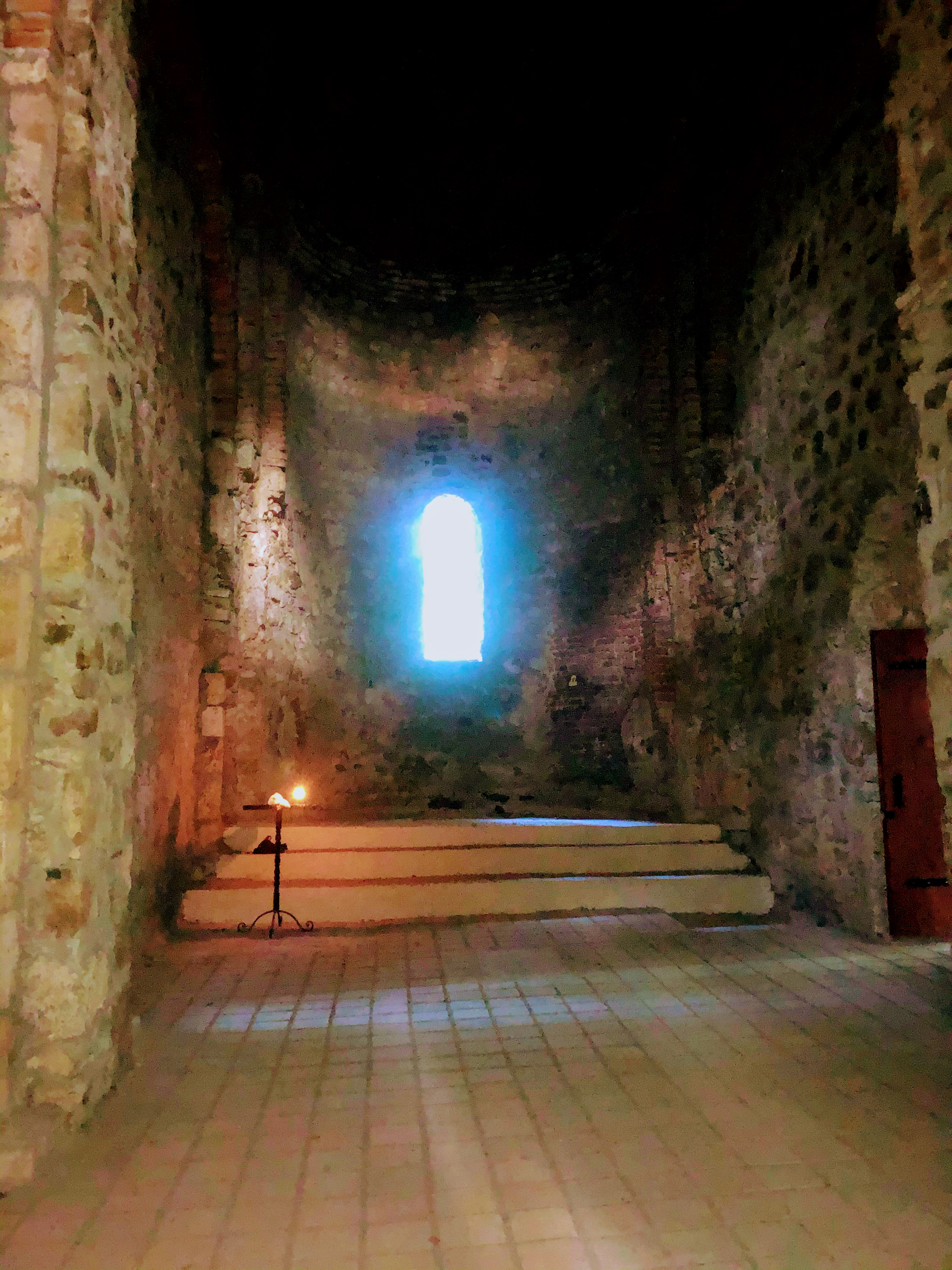
Intérieur de l'église.
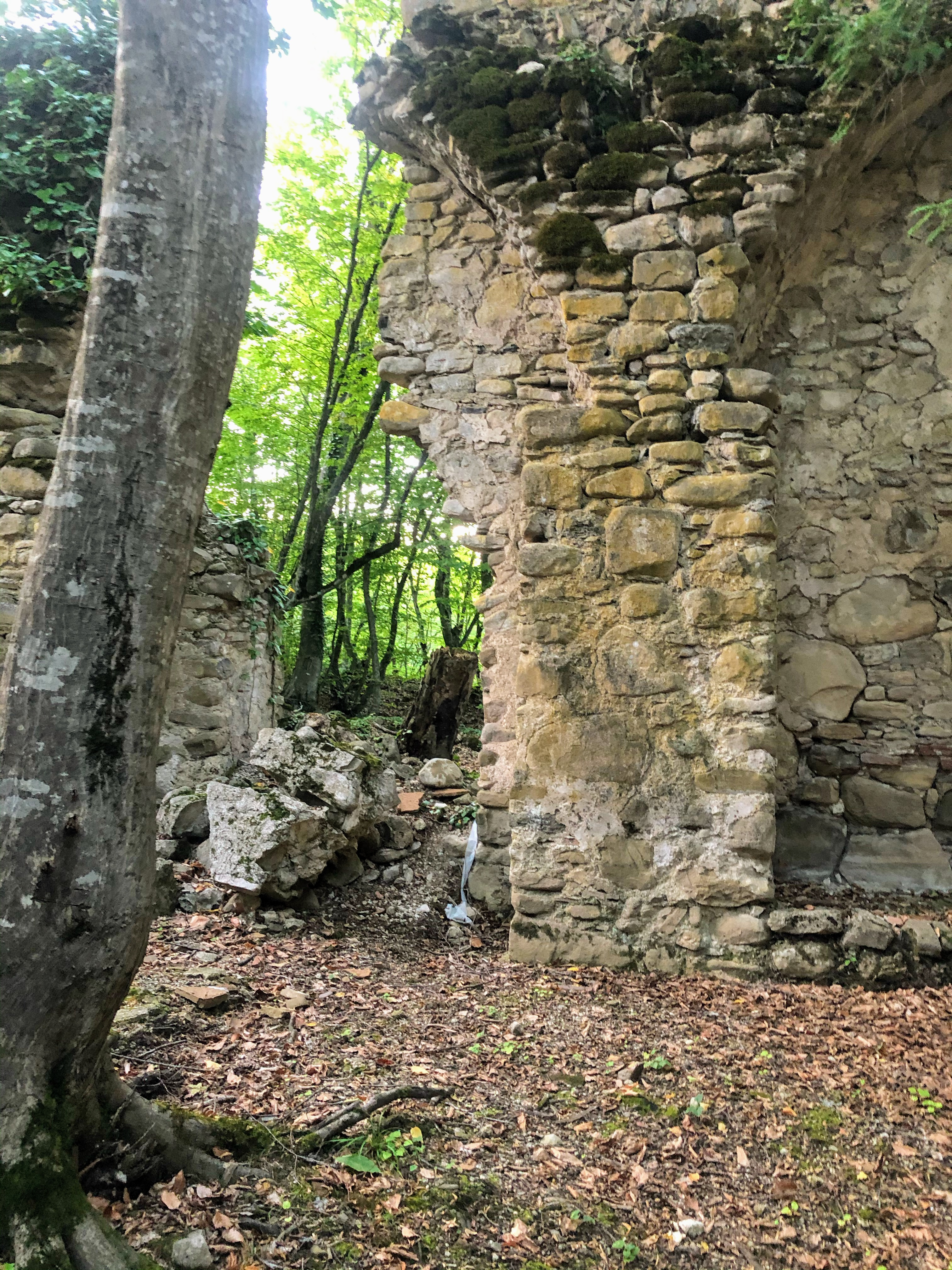
Ruines du réfectoire.
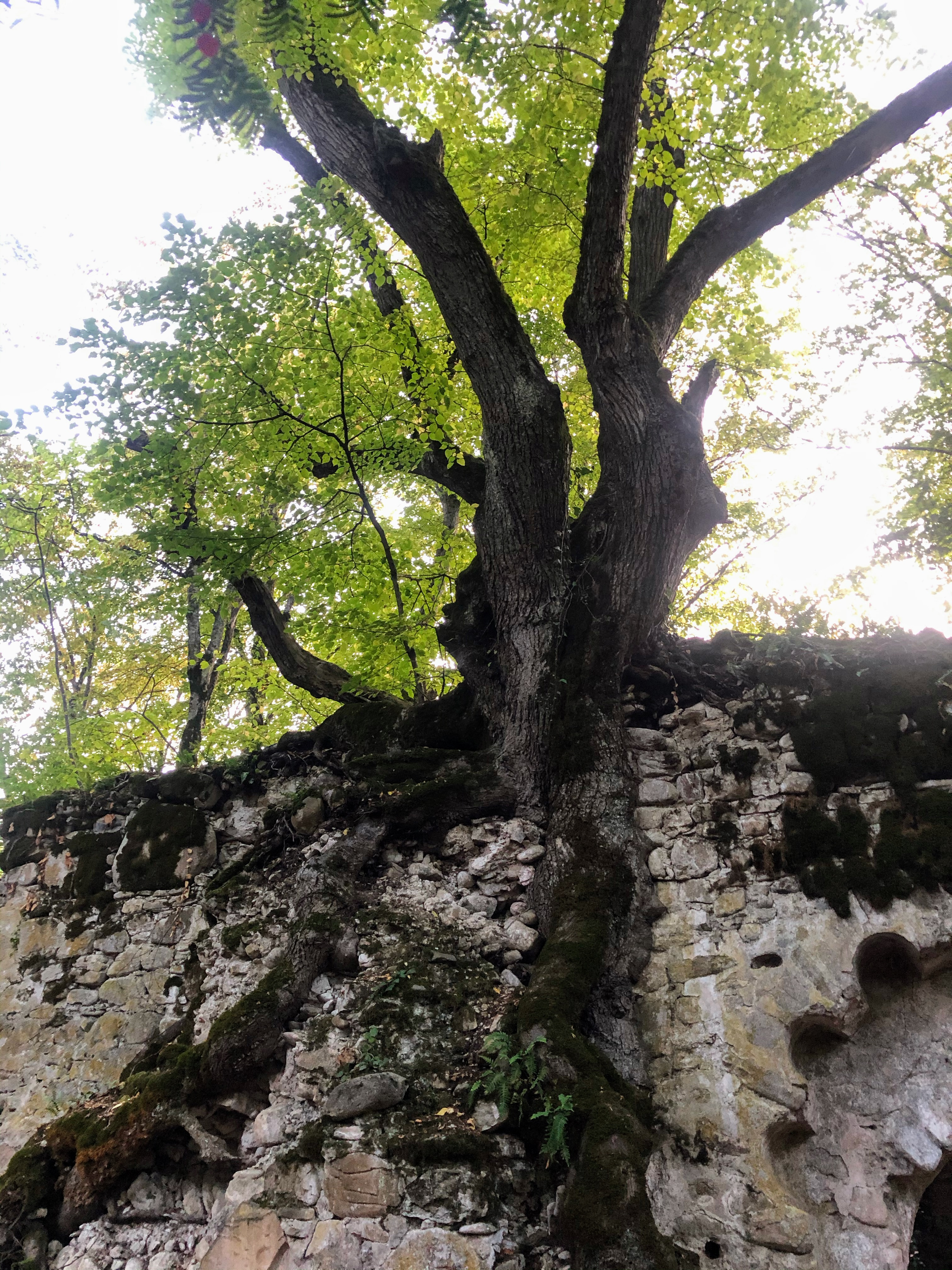
Ruines du réfectoire.
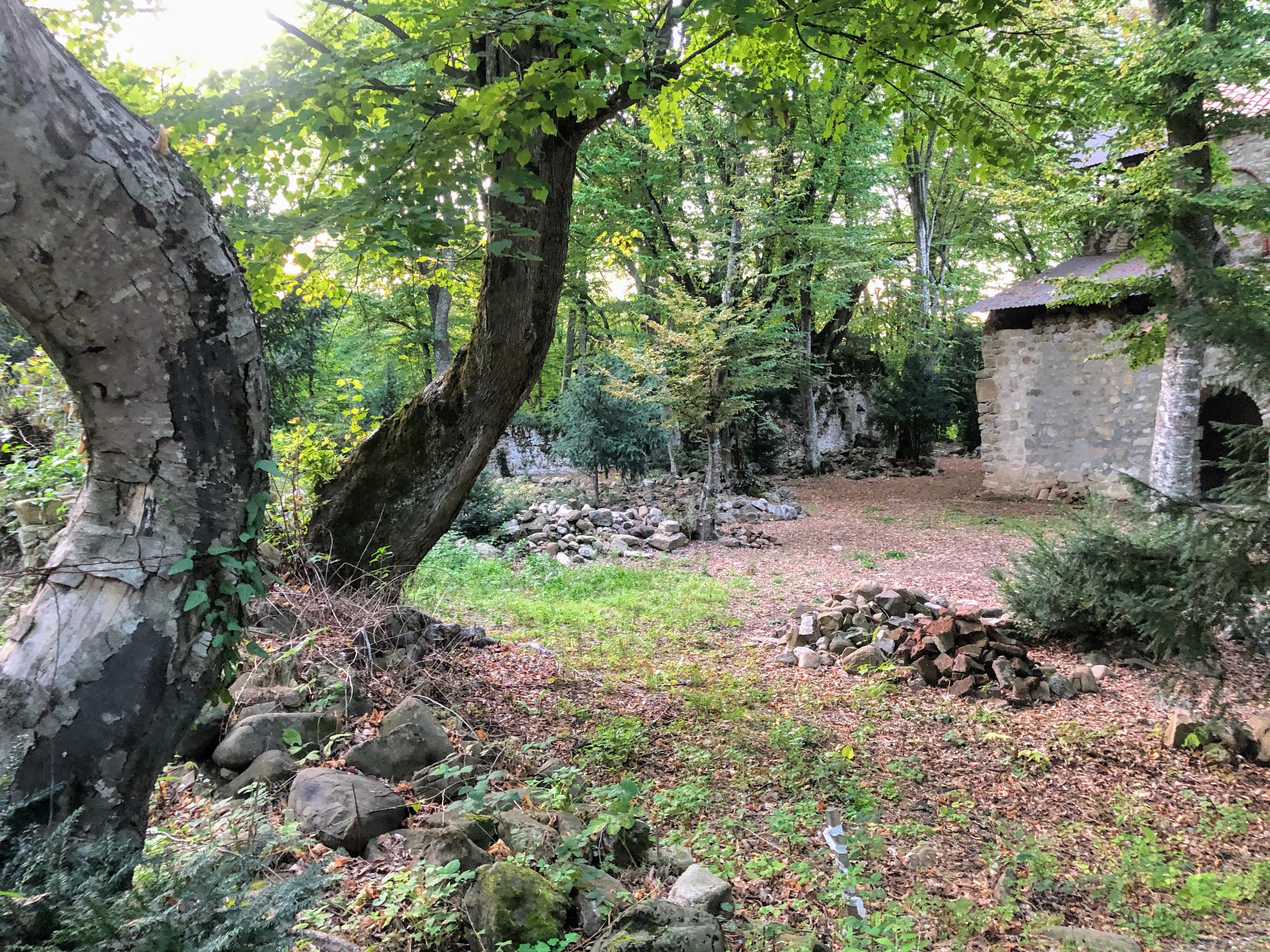
Ruines du portail.